# جان مولانی
جان مولانی (انگلیسی: John Mulaney) بازیگر و کمدین آمریکایی است.